# Hunan-Universität

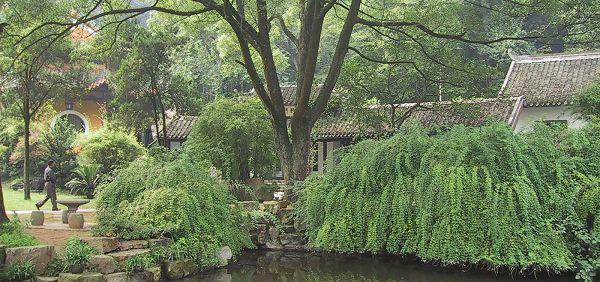
Teich in der Hunan-Universität

Die Hunan-Universität (chinesisch 湖南大学, Pinyin Hunan Dàxué) ist eine im Jahre 976 während der Song-Dynastie gegründete, staatliche Universität in der Volksrepublik China.
Die Universität hat ihren Sitz in Changsha, der Hauptstadt der Provinz Hunan und gehört zu den Universitäten des Projekts 211. Sie hatte mit Stand 2022 über 40.000 Studierende und über 2.100 Mitarbeiter. Die Business School of Hunan University ist eine dreifach akkreditierte Wirtschaftshochschule und trägt die Triple Crown, also eine gleichzeitige Zertifizierung durch die Association of MBAs, Association to Advance Collegiate Schools of Business und das European Quality Improvement System.
Die Universität wurde 2022 im US News Global University Ranking auf Platz 195 der Welt eingestuft.